# Beitang Shuiku
Beitang Shuiku är en reservoar i Kina. Den ligger i storstadsområdet Tianjin, i den norra delen av landet, omkring 41 kilometer öster om stadens centrum. Beitang Shuiku ligger 2 meter över havet. Arean är 7,3 kvadratkilometer. Trakten runt Beitang Shuiku består i huvudsak av gräsmarker. Den sträcker sig 3,3 kilometer i nord-sydlig riktning, och 3,6 kilometer i öst-västlig riktning.
Genomsnittlig årsnederbörd är 741 millimeter. Den regnigaste månaden är juli, med i genomsnitt 222 mm nederbörd, och den torraste är januari, med 3 mm nederbörd.